# Romera
José Antonio Romera Navarro, meglio noto come Romera (Xirivella, 8 settembre 1987), è un calciatore spagnolo, difensore dell'Utiel.

## Caratteristiche tecniche
È un terzino destro.